# Shenkani
Shenkani (en arménien Շենկանի ; jusqu'en 1978 Kr'oyigegh ou K'yorbulagh) est une communauté rurale du marz d'Aragatsotn, en Arménie. Elle compte 237 habitants en 2009.